# Smilax australis
Espèce
Classification phylogénétique
Smilax australis est une plante grimpante monocotylédone appartenant au genre Smilax, qui fait lui-même partie de l’ordre des Liliales et de la famille des Smilacacées endémique en Australie.
Ses tiges épineuses font jusqu'à 8 mètres de long et portent des vrilles qui mesurent jusqu'à 20 cm de long. Les feuilles luisantes ont 5 nervures longitudinales proéminentes et font de 5 à 15 cm de long sur 3 à 10 cm de largeur.

## Distribution
L'espèce se rencontre dans les forêts tropicales, les forêts sclérophylles, les forêts et les landes du Territoire du Nord, du Queensland, de la Nouvelle-Galles du Sud, du Victoria et à l'extrême nord ouest de l'Australie.